# Танец драконов
«Танец драконов» (англ. The Dance of Dragons) — девятый эпизод пятого сезона фэнтезийного сериала канала HBO «Игра престолов», и 49-й во всём сериале. Сценарий к эпизоду написали создатели сериала Дэвид Бениофф и Д. Б. Уайсс, а режиссёром стал Дэвид Наттер. Премьера состоялась 7 июня 2015 года.

## Сюжет

### В Браавосе
Арья (Мэйси Уильямс), всё ещё в образе торговки устрицами Ланы, продолжает выполнять задание, данное ей Якеном (Том Влашиха): отравить и убить страховщика Тощего. Однако на пути к своей цели она видит Мейса Тирелла (Роджер Эштон-Гриффитс) и Мерина Транта (Иэн Битти), прибывших в гавань для согласования условий оплаты долга Железному Банку. Арья, увидев Транта, бросает задание и следует за Мейсом и Трантом в город. В конце концов она выслеживает Транта в борделе, где узнаёт, что его привлекают девочки-подростки. Вернувшись к Якену, Арья лжёт ему, говоря, что Тощий не был голоден и не купил у неё устриц, прося попробовать ещё раз на следующий день. Якен разрешает, хотя не ясно, верит он в ложь Арьи или нет.

### На Стене
Джон (Кит Харингтон) и Тормунд (Кристофер Хивью) возвращаются на Стену в сопровождении выживших одичалых из Сурового Дома. Они приближаются к воротам, где Аллисер (Оуэн Тил), несмотря на свои разногласия с Джоном, приказывает впустить их. Джон считает, что его миссия провалилась, хотя Сэм (Джон Брэдли) указывает на то, что он всё-таки спас тысячи одичалых, которые были бы убиты Белыми Ходоками и пополнили армию мертвецов. Джон также понимает, что многие из его братьев Ночного Дозора недовольны тем, что одичалых пропускают через Стену, а Аллисер предупреждает, что его сочувствие убьёт их всех.

### На Севере
Рамси (Иван Реон) и его люди смогли тайно проникнуть в лагерь Станниса (Стивен Диллэйн) ночью и сжечь припасы. Армия короля Станниса лишена провизии и нескольких сотен лошадей. Давос (Лиам Каннингем) предлагает вернуться в Чёрный Замок, хотя сам признает, что им не хватит еды на дорогу туда, на что получает твёрдый отказ Станниса от возврата на Стену. На вопрос Давоса, что им делать, если у них нет пути ни назад, ни вперёд, Станнис не отвечает, слегка подавленно глядя на Мелисандру и свою жену. Спустя некоторое время Станнис приказывает Давосу взять лошадей и пару рыцарей для поездки в Чёрный Замок, чтобы лорд-командующий прислал в лагерь провизии и подкрепления. Давос всячески сопротивляется приказу, но, смиряясь, просит Станниса позволить ему взять с собой Ширен, аргументируя это тем, что осада — не место для маленькой девочки, но Станнис жёстко пресекает его речь. После отъезда Давоса, Станнис приходит в палатку Ширен (Керри Инграм), говоря дочери об истинном предназначении и о том, что нужно уметь делать выбор, каким бы отвратительным он ни казался, чтобы стать тем, кем тебе суждено. Ширен спрашивает, может ли она как-то помочь отцу, на что Станнис после короткого размышления отвечает положительно и, обнимая дочь, просит у неё прощения. Девочку в сопровождении рыцарей ведут к приготовленному для неё костру, где уже ждёт Мелисандра (Кэрис ван Хаутен). Поняв, что с ней хотят сделать, Ширен пытается убежать, но её хватают рыцари Станниса. Пока её привязывают к столбу, она умоляет позвать своих отца и мать и, заметив их в толпе, безуспешно взывает их о помощи, пока Мелисандра читает молитву. Именно Селиса (Тара Фицджеральд), которая поначалу уверяла мужа в необходимости данного поступка во имя Владыки Света и всегда холодно относившаяся к дочери, в конце не выдерживает её криков и бросается ей на помощь, но, остановленная стражниками, вынуждена наблюдать смерть Ширен в огне. Когда крики дочери умолкают, Селиса сдавленно рыдает, однако Станнис, не реагируя, продолжает холодно смотреть на сожжение.

### В Дорне
Джейме (Николай Костер-Вальдау) предстаёт перед Дораном Мартеллом (Александр Сиддиг) для объяснения своих действий. Джейме раскрывает, что он был послан для спасения Мирцеллы (Нелл Тайгер Фри) после получения угрожающего сообщения из Дорна. Доран понимает, что за угрозами стояла Эллария (Индира Варма), и извиняется. Чтобы избежать войны с Ланнистерами, Доран предлагает в обмен на свободу Джейме и возвращение Мирцеллы в Королевскую Гавань, Ланнистеры должны позволить Тристану (Тоби Себастьян) занять место Оберина в Малом Совете. Тристан освобождает Бронна (Джером Флинн) после того, как Хотах (ДеОбия Опарей) бьёт его по лицу в отместку за то, что Бронн ударил ранее Тристана.
После собрания Доран встречается с Элларией и ставит ей ультиматум: поклясться ему в верности или быть казнённой. Эллария в слезах клянётся, и Доран предупреждает, что хотя он и верит во второй шанс, не поверит в третий. Затем Эллария встречается с Джейме и заглаживает вину перед ним, признав, что ни он, ни Мирцелла не виноваты в убийстве Оберина (Педро Паскаль).

### В Миэрине
Дейенерис (Эмилия Кларк) в сопровождении Тириона (Питер Динклэйдж), Миссандеи (Натали Эммануэль), Даарио (Михиль Хаусман) и Хиздара (Джоэл Фрай) наблюдает за началом сезона боёв в Яме. Во время второго боя среди бойцов оказывается сир Джорах (Иэн Глен). После успешной победы над своими соперниками Джорах вдруг подбирает копьё и бросает его в сторону королевской арены, убив Сына Гарпии, подкравшегося к Дейенерис. Сразу же остальные мятежники начинают атаковать Яму, убивая многих охранников и зрителей, включая Хиздара. Дейенерис и её свита пытаются сбежать, но Сыны Гарпии закрывают выход, окружив их на бойцовой арене. Дейенерис берёт руку Миссандеи и закрывает глаза, принимая, казалось бы, свою судьбу, но вдруг неподалёку раздаётся рёв Дрогона. Внезапно появившись, он сжигает и убивает многих Сынов Гарпии, заставляя оставшихся бежать. В то время как группа Сынов пытается атаковать Дрогона, бросая в него копья, Дейенерис взбирается на спину дракона. Дрогон взмывает в небо с Дейенерис на спине, в то время как её союзники ошеломленно наблюдают за тем, как они парят по небу над Миэрином, а сыны Гарпии в страхе убегают.

## Производство

### Сценарий

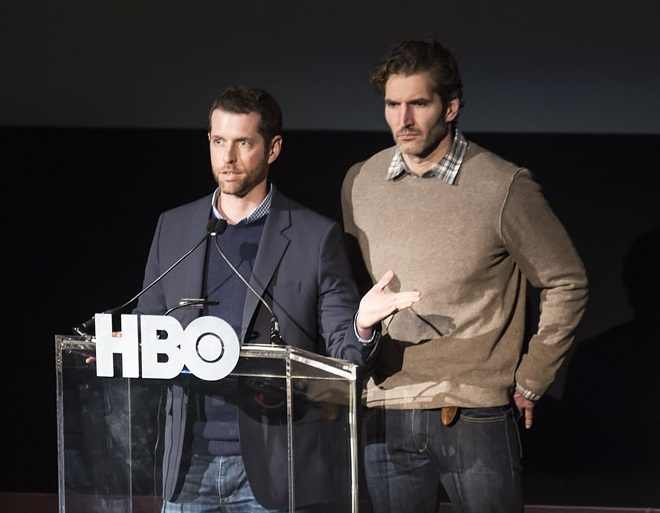
Сценарий к эпизоду написали создатели сериала Дэвид Бениофф и Д. Б. Уайсс.

Сценарий к эпизоду был написан Дэвидом Бениоффом и Д. Б. Уайссом, создателями шоу. Он включает содержимое романа «Танец с драконами» Джорджа Р. Р. Мартина, глав Жертва, Страж и Дейенерис IX. Он также включает материал из главы Милосердие предстоящего романа «Ветра зимы». Как и другие эпизоды, «Танец драконов» включает оригинальное содержимое, не найденное в романах Мартина, хотя было показанное содержимое из ещё не опубликованных романов: исполнительные продюсеры Дэвид Бениофф и Д. Б. Уайсс подтвердили, что Джордж Р. Р. Мартин сказал им, что Ширен должна будет быть сожжена как жертва в неопубликованном будущем романе. Бениофф сказал: «Когда Джордж впервые сказал нам об этом, это был один из тех моментов, где я помню смотря на Дэна, это было, как, о Боже, это так, так ужасно, и так хорошо в смысле истории, потому что всё идёт к одному». Уайсс говорит, что он считает решение убить Ширен таким образом «полностью [сюжетно] оправдано», спрашивая «почему мы все избирательны по поводу того, какие персонажи заслуживают нашего сочувствия. Станнис сжигал людей заживо по, казалось бы, банальным причинам со второго сезона».

### Съёмки
Режиссёром «Танца драконов» стал Дэвид Наттер, ранее уже снимавший два финальных эпизода ("Рейны из Кастомере", известный как Красная свадьба и "Мать") для третьего сезона сериала.  Он также снял следующий эпизод, «Милосердие Матери».

## Реакция

### Рейтинги
«Танец драконов» посмотрели около 7.14 миллионов американских зрителей во время первого показа.

### Реакция критиков
«Танец драконов» получил положительные отзывы, которые большинство критиков отдали концовке эпизода в Яме Дазнака. Эпизод получил 88% на Rotten Tomatoes со средним рейтингом 8.9/10.
Обозреватель британского издания The Telegraph Шарлотта Ранси была впечатлена сценой жертвоприношения Ширен, называя её «одной из самых огорчающих сцен» в 5 сезоне.

### Награды
Из-за её номинации Эмилия Кларк выдвинула этот эпизод на рассмотрение в номинации на премию «Эмми» за лучшую женскую роль второго плана в драматическом сериале.
| Год  | Награда                  | Категория                             | Номинант(ы) | Результат |
| ---- | ------------------------ | ------------------------------------- | --- | --------- |
| 2015 | Творческая премия «Эмми» | Лучшая операторская работа в сериале  | Роб Маклахлен | Номинация |
| 2015 | Творческая премия «Эмми» | Лучшие костюмы в фэнтезийном сериале  | Мишель Клэптон, Шина Уикэри, Нина Эйрес, Алекс Фордхэм                                                                       | Номинация |
| 2015 | Творческая премия «Эмми» | Лучший монтаж в драматическом сериале | Кэти Уэйланд | Победа    |
| 2015 | Творческая премия «Эмми» | Лучшие визуальные эффекты             | Стив Куллбак, Джо Бауэр, Адам Чейзен, Джаббар Райсани, Эрик Карни, Стюарт Брисдон, Дерек Спирс, Джеймс Киннингс, Мэттью Роло | Победа    |